# علياء حسن
علياء حسن (مواليد 4 أغسطس 1987) هي لاعبة كرة طائرة إماراتية. كانت عضواً في منتخب الإمارات العربية المتحدة للكرة الطائرة للسيدات. فازت بالميدالية البرونزية في دورة الألعاب العربية 2011.